# Iwan Michailowitsch Schagin

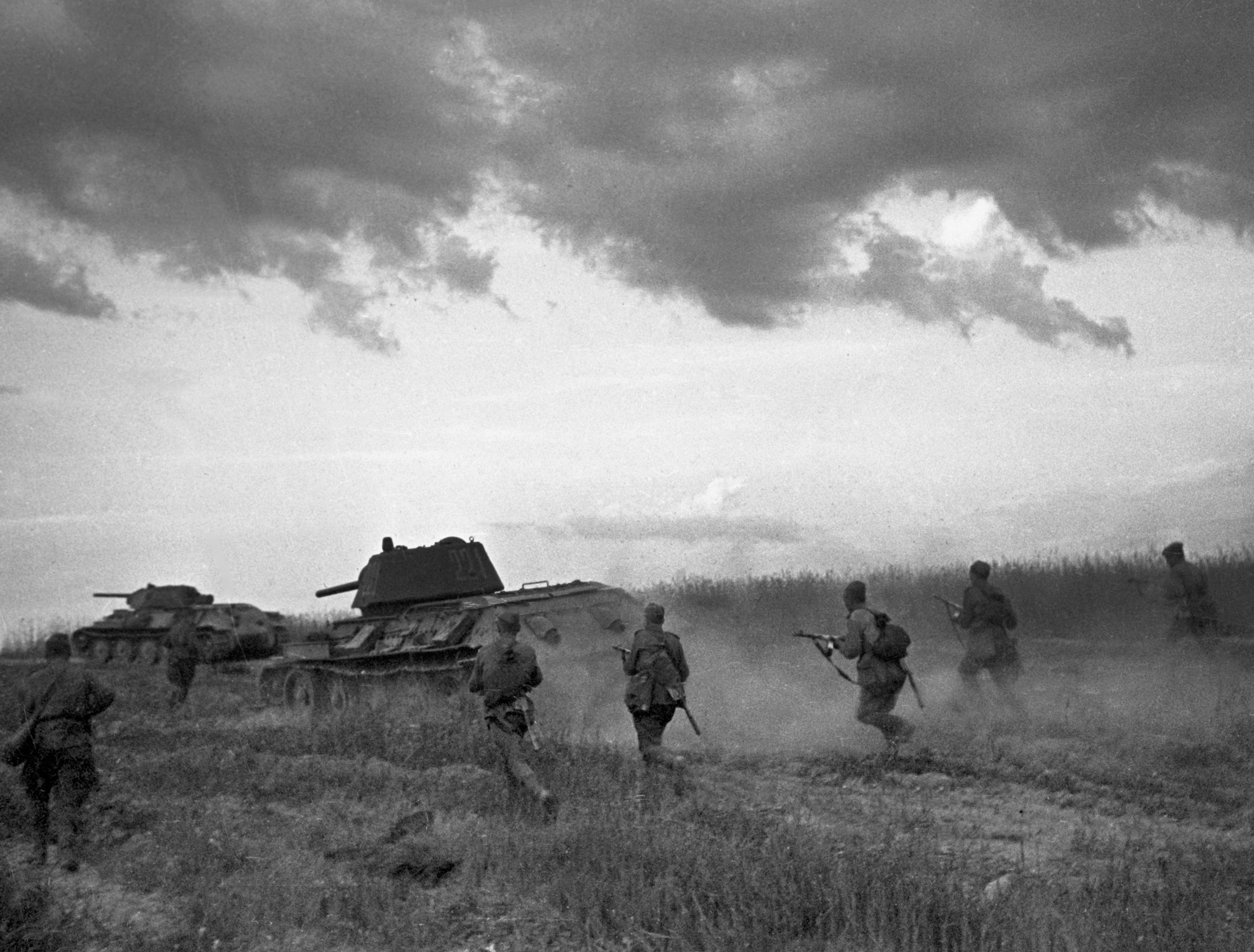
Foto von Iwan Schagin: Rotarmisten in der Offensive nahe Brjansk. Deutsch-Sowjetischer Krieg,	16. September 1943, RIA Novosti Archiv

Iwan Schagin (russisch Иван Михайлович Шагин; * 1904 im Gouvernement Jaroslawl, Russisches Kaiserreich; † 1982) war ein sowjetischer Fotograf.
Schagin wurde 1904 als Sohn eines verarmten Bauern im Gouvernement Jaroslawl (heute Oblast Iwanowo) geboren. Nach einer Zeit als Matrose auf der Wolga und als Arbeiter in Moskau, wurde er Pressefotograf. Er veröffentlichte in der Nascha-schisn (Unser Leben), Kooperatiwnaja Schisn, Komsomolskaja Prawda und beim Verlagshaus Selchosiz. 1950 arbeitete er für den Verlag Igosiz, für Sowjetskij Chudoschnik, Progress und die Agentur Nowosti. Er fotografierte die sowjetische Luftwaffe und Marine für illustrierte Zeitungen und die Zeitschrift UdSSR im Bau.